# ピートン橋
ピートン橋（オランダ語: Pythonbrug）は、スポレンバーグとボルネオ島（アムステルダムにある島）を結ぶ、運河にかかる橋。アムステルダムの「東港湾地域」(Oostelijk Havengebied) にある。

## 説明

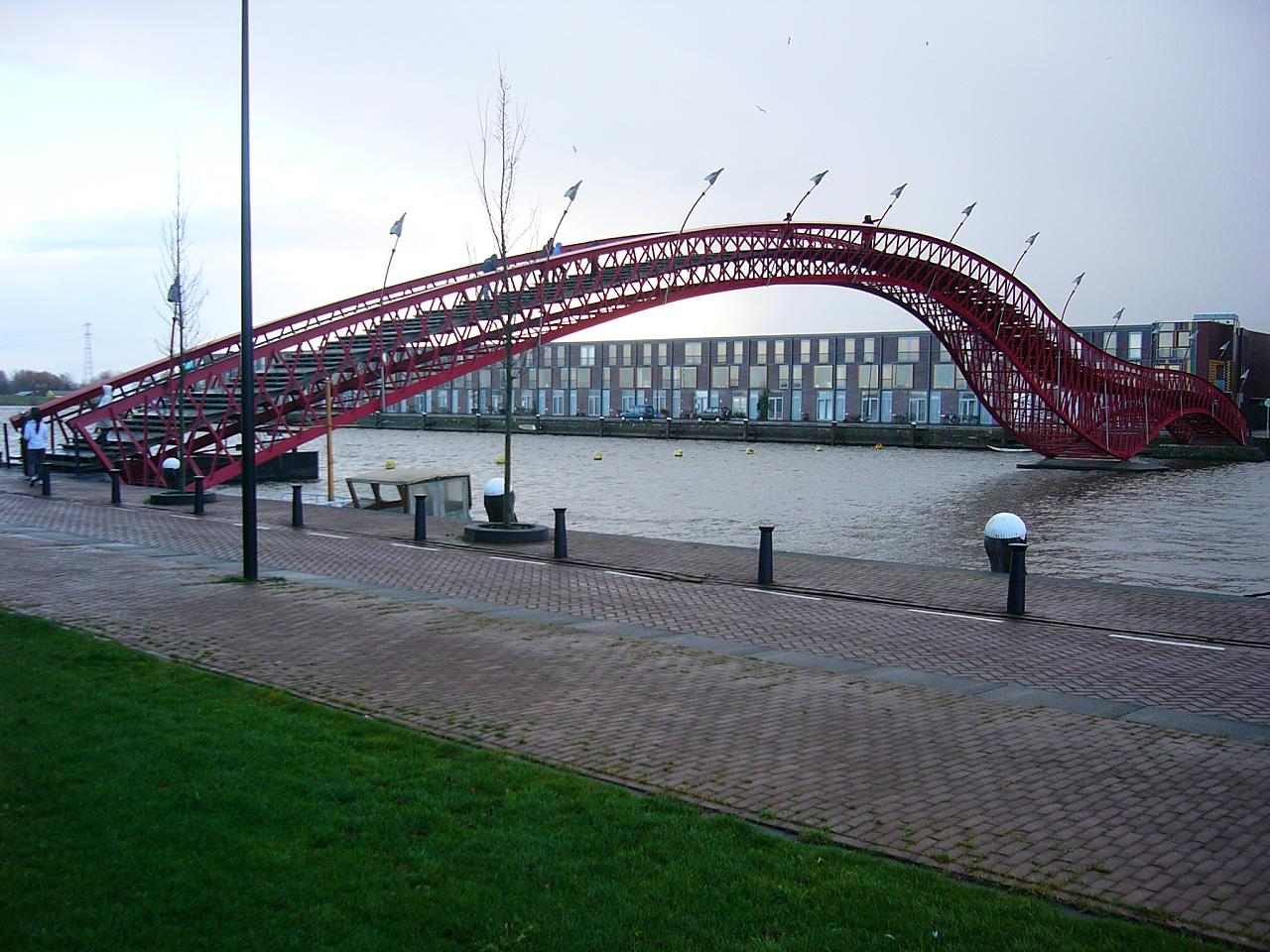
ピートン橋の遠景。

建造されたのは2001年で、2002年には「国際人道橋賞」を受賞した。赤を基調としており、最大支間長は90メートルである。ウェストエイト所属のアードリアーン・フーゼが設計した。。